# Griswoldia meikleae
Espèce
Synonymes
- Machadonia meikleae Griswold, 1991

Griswoldia meikleae est une espèce d'araignées aranéomorphes de la famille des Zoropsidae.

## Distribution
Cette espèce est endémique du Cap-Occidental en Afrique du Sud,. Elle se rencontre vers Grootvadersbos.

## Publication originale
- Griswold, 1991 : A revision and phylogenetic analysis of the spider genus Machadonia Lehtinen (Araneae, Lycosoidea). Entomologica Scandinavica, vol. 22, p. 305-351.